# Athyma nefte
Athyma nefte är en fjäril i familjen praktfjärilar som förekommer i Asien.
Arten förekommer från södra Himalaya i Nepal, Bhutan och nordöstra Indien till Bangladesh, Myanmar och Andamanerna. Denna fjäril hittas ofta i kulliga och fuktiga regioner.
Hannarna är på ovansidan främst svarta med stora vita mönster och små blåa punkter. Undersidan är brun med liknande vita mönster som kan vara otydliga. Honor har svarta vingar med orangegula mönster som är bredare än hannens vita mönster. Undersidan har en brun grundfärg och rosa mönster. Fjärilens vingspann är 60 till 68 mm.